# Quatuor Hugo-Wolf
Le Quatuor Hugo-Wolf est un quatuor à cordes autrichien.

## Historique
Le quatuor a été fondé en 1993 et tient son nom de la Société internationale Hugo Wolf de Vienne (Internationalen Hugo Wolf Gesellschaft Wien). Il joue dans toutes les grandes salles de concert et les grands festivals. Des œuvres ont été spécialement composées pour ce quatuor, par Zbigniew Bargielski, Friedrich Cerha, Dirk D'Ase (de), Johannes Maria Staud et Erich Urbanner. Parmi les nombreux enregistrements du Quatuor Hugo-Wolf, un enregistrement des quatuors de Beethoven a reçu tout spécialement une critique bienveillante.

## Prix
- Premier prix du 5e Concours international de Quatuor à cordes de Crémone
- Meilleur Quatuor à cordes du 45e Concours international de musique de chambre GB Viotti
- Cinquième prix du Concours international de quatuor à cordes de Londres en 1997
- European Chamber Music Award

## Membres
- Sebastian Gürtler, violon I
- Régis Bringolf, violon II
- Subin Lee, alto
- Florian Berner, violoncelle

### Anciens membres
- Jehi Bahk (Violon I et II, 1992–1993, précédemment membre de l'« Akademie-Quartett »)
- Jun Keller (Violon I et II, 1992-1993, précédemment membre de l'« Akademie-Quartett »)
- Jehi Bahk (Violon I, 1993-2004)
- Petra Ackermann (Alto, 1992-1993)
- Martin Edelmann (Alto, 1993–1998)
- Wladimir Kossjanenko (Alto, 1998–2007)
- Gertrud Weinmeister (Alto, 2007-2013)
- Thomas Selditz (Alto, 2013-2016)